# Frans Mars
Frans Mars (Zaandam, 22 februari 1903 – Wormerveer, 26 mei 1973) was een Nederlandse kunstschilder en onderwijzer.

## Biografie
Mars was onderwijzer te Wormerveer en tevens kunstschilder. Na zijn opleiding aan de normaalschool nam hij schilderles bij Willem Jansen die zich als schilder kort daarvoor in de Zaanstreek had gevestigd. Hierna volgde hij in 1923 lessen bij de Vlaamse impressionistische schilder Arthur Verbeeck die in het kunstenaarsdorp Bergen woonde. Om ongestoord te kunnen schilderen kocht hij in dat jaar een directiekeet die hij ver in het Westzijderveld in zijn woonplaats liet neerzetten en maakte daar vele schilderijen. Na de Tweede Wereldoorlog sloot Mars zich aan bij de kunstenaarsvereniging Zaenden. In 1946 nam hij tijdelijk ontslag als onderwijzer om zijn beroemde Molenpanorama in de schuur van oliemolen Het Pink te kunnen voltooien. Nadat het panorama daar jarenlang te zien was is het in 1989 verplaatst naar het Molenmuseum en aldaar gerestaureerd te zien. Behalve molens en portretten schilderde hij ook vele taferelen in de Zaandamse houthaven waar hij de sfeer van de activiteiten vastlegde.
Hij was samen met Pieter Boorsma betrokken bij het herstel van en de inventarisatie van de Zaanse molens en jarenlang actief in de Vereniging De Zaansche Molen die hij met Boorsma oprichtte in 1925. Als schilder portretteerde hij personen, landschappen en uiteraard veel molens uit zijn woonstreek. In 2003 was er een overzichtstentoonstelling van zijn werk te zien in het Molenmuseum te Koog aan de Zaan. Mars behoorde samen met Jan Adriaan de Boer, Willem Jansen, Chris Jansen en Gerrit-Jan de Geus tot een groep Zaanse schilders die als de Noord-Hollandse impressionisten aangeduid worden. Frans Mars woonde met zijn vrouw Maartje Mars-de Boer in de Ampèrestraat te Wormerveer.
In 2006 werd een nieuw aangelegd wandelpad tussen Rooswijk en Station Wormerveer naast het Guisveld in Wormerveer naar Mars vernoemd. Behalve in het Molenmuseum is werk van Mars ook te vinden in de permanente collectie van het Westfries Museum en het Zaans Museum op de Zaanse Schans.
- Biografisch Portaal: 88676681
- International Standard Name Identifier: 0000 0003 9651 2491
- Nederlandse Thesaurus van Auteursnamen: 255880499
- RKD-Nederlands Instituut voor Kunstgeschiedenis: 52803
- Virtual International Authority File: 291524886
- WorldCat: E39PBJm4Xjm8tcbxkTKc48CxXd